# 体積要素
数学において、体積要素（たいせきようそ、英: volume element）とは、関数を球面座標系や円柱座標系など様々な座標系において体積について積分する際に現われる概念である。次の式により表現される:
{\displaystyle dV:=\rho (u_{1},u_{2},u_{3})\,du_{1}\,du_{2}\,du_{3}.}
ここで、ui は座標であり、任意の集合 B の体積を次のように計算できるものとする:
{\displaystyle \operatorname {Volume} (B):=\int _{B}\rho (u_{1},u_{2},u_{3})\,du_{1}\,du_{2}\,du_{3}.}
たとえば、球面座標系においてはdV = u12 sin u2 du1 du2 du3 であり、従って dV = u12 sin u2 である。
体積要素という概念は三次元に留まるものではない。二次元では面積要素（めんせきようそ、area element）と呼ばれることも多く、面積分を行う際に有用である。座標変換の際、（変数変換公式により）体積要素は座標変換のヤコビ行列の行列式の絶対値だけ変化する。この事実から、体積要素は多様体の一種の測度として定義できることが従う。向き付け可能な可微分多様体においては、典型的には体積要素は体積形式、すなわち最高次の微分形式から導かれる。向き付け不可能な多様体においては、典型的には体積要素は（局所的に定義される）体積要素の絶対値であり、1-密度を定義する。

## ユークリッド空間における体積要素
ユークリッド空間においては、体積要素はデカルト座標に沿った微分の積により与えられる。
{\displaystyle \mathrm {d} V=\mathrm {d} x\,\mathrm {d} y\,\mathrm {d} z}
他の座標系においては、x = x(u1, u2, u3), y = y(u1, u2, u3), z = z(u1, u2, u3) とするとヤコビ行列を用いて体積要素を以下のように計算できる。
{\displaystyle \mathrm {d} V=\left|{\frac {\partial (x,y,z)}{\partial (u_{1},u_{2},u_{3})}}\right|\,\mathrm {d} u_{1}\,\mathrm {d} u_{2}\,\mathrm {d} u_{3}}
たとえば、球面座標系では
{\displaystyle {\begin{aligned}x&=\rho \cos \theta \sin \phi \\y&=\rho \sin \theta \sin \phi \\z&=\rho \cos \phi \end{aligned}}}
であるからヤコビアンは
{\displaystyle \left|{\frac {\partial (x,y,z)}{\partial (\rho ,\theta ,\phi )}}\right|=\rho ^{2}\sin \phi }
となり、したがって体積要素は以下のように書ける。
{\displaystyle \mathrm {d} V=\rho ^{2}\sin \phi \,\mathrm {d} \rho \,\mathrm {d} \theta \,\mathrm {d} \phi .}
このことは微分形式が引き戻し F* により以下のように変換することの例と見ることができる。
{\displaystyle F^{*}(u\;\mathrm {d} y^{1}\wedge \cdots \wedge \mathrm {d} y^{n})=(u\circ F)\det \left({\frac {\partial F^{j}}{\partial x^{i}}}\right)\mathrm {d} x^{1}\wedge \cdots \wedge \mathrm {d} x^{n}}

## 線形部分空間における体積要素
n-次元ユークリッド空間 Rn の線形部分空間が次の線形独立なベクトルにより張られるものとする。
{\displaystyle X_{1},\dots ,X_{k}}
この部分空間における体積要素を計算する場合、Xi の張る平行多胞体が線形幾何学から Xi のグラム行列の行列式の平方根により与えられることを知っておくと便利である。
{\displaystyle {\sqrt {\det(X_{i}\cdot X_{j})_{i,j=1\dots k}}}}
この部分空間上の任意の点 p はある座標 (u1, u2, ..., uk) により以下のように表わされる。
{\displaystyle p=u_{1}X_{1}+\cdots +u_{k}X_{k}}
点 p において、辺を dui とする微小平行多胞体を作ると、その体積はグラム行列の行列式の平方根により与えられる。
{\displaystyle {\sqrt {\det \left((\mathrm {d} u_{i}X_{i})\cdot (\mathrm {d} u_{j}X_{j})\right)_{i,j=1\dots k}}}={\sqrt {\det(X_{i}\cdot X_{j})_{i,j=1\dots k}}}\;\mathrm {d} u_{1}\,\mathrm {d} u_{2}\,\cdots \,\mathrm {d} u_{k}}
これにより線形部分空間における体積形式を定義することができる。

## 多様体の体積要素
向き付け可能な次元 n のリーマン多様体における体積要素は定数関数の f(x) = 1 のホッジ双対に等しい。
{\displaystyle \omega =\star 1}
これと等価に、体積要素は正確にレヴィ＝チヴィタテンソル ε と正確に一致する。座標を用いて書けば、以下のようになる。
{\displaystyle \omega =\epsilon ={\sqrt {|\det g|}}\,\mathrm {d} x^{1}\wedge \cdots \wedge \mathrm {d} x^{n}}
ここで det g はその座標系における計量テンソル g の行列式である。

### 曲面の面積要素
n-次元ユークリッド空間に埋め込まれた二次元曲面を考えることで、体積要素の単純な例を考察することができる。この場合、体積要素は面積要素と呼ばれることもある。部分集合 U ⊂ R2 と写像
{\displaystyle \varphi :U\to \mathbf {R} ^{n}}
を考えることにより、Rn に埋め込まれた曲面を定義する。二次元では体積は面積であり、体積要素は曲面の任意の部分の面積を決定する方法を与える。したがって、体積要素は次の形式をとる。
{\displaystyle f(u_{1},u_{2})\,\mathrm {d} u_{1}\,\mathrm {d} u_{2}}
これにより曲面上の集合 B の面積を積分を用いて以下のように計算できる。
{\displaystyle \operatorname {Area} (B)=\int _{B}f(u_{1},u_{2})\,\mathrm {d} u_{1}\,\mathrm {d} u_{2}}
ここで、通常の意味での面積を与えるような体積要素を決定したい。写像のヤコブ行列は以下のように書ける。
{\displaystyle \lambda _{ij}={\frac {\partial \varphi _{i}}{\partial u_{j}}}}
ここで添字 i は 1 から n を、j は 1 から 2 を走る。n-次元空間のユークリッド計量から、集合 U 上の計量 g = λTλ を計算でき、その行列要素は以下のように与えられる。
{\displaystyle g_{ij}=\sum _{k=1}^{n}\lambda _{ki}\lambda _{kj}=\sum _{k=1}^{n}{\frac {\partial \varphi _{k}}{\partial u_{i}}}{\frac {\partial \varphi _{k}}{\partial u_{j}}}}
この計量の行列式は次のようになる。
{\displaystyle \det g=\left|{\frac {\partial \varphi }{\partial u_{1}}}\wedge {\frac {\partial \varphi }{\partial u_{2}}}\right|^{2}=\det(\lambda ^{\mathrm {T} }\lambda )}
正則曲面においては、この行列式はいたるところ非零、すなわちヤコブ行列のランクはいたるところで 2 である。
ここで、U 上の座標を微分同相写像
により変換し、座標 (u1, u2) が (v1, v2) に移るものとする。すなわち、 (u1, u2) = f(v1, v2) となる。この変換のヤコブ行列は次のように与えられる。
{\displaystyle F_{ij}={\frac {\partial f_{i}}{\partial v_{j}}}}
この新しい座標では、
{\displaystyle {\frac {\partial \varphi _{i}}{\partial v_{j}}}=\sum _{k=1}^{2}{\frac {\partial \varphi _{i}}{\partial u_{k}}}{\frac {\partial f_{k}}{\partial v_{j}}}}
となり、計量は以下のように変換される。
{\displaystyle {\tilde {g}}=F^{\mathrm {T} }gF}
ここで、  は v 座標系に引き戻した計量である。この行列式は次のようになる。
{\displaystyle \det {\tilde {g}}=\det g(\det F)^{2}}
以上から、体積要素が向きを保存する座標変換の下に不変であることがわかる。
二次元においては、体積は面積である。部分集合 B ⊂ U の面積は次のように積分で得られる。
{\displaystyle {\begin{aligned}{\mbox{Area}}(B)&=\iint _{B}{\sqrt {\det g}}\;\mathrm {d} u_{1}\;\mathrm {d} u_{2}\\&=\iint _{B}{\sqrt {\det g}}\;|\det F|\;\mathrm {d} v_{1}\;\mathrm {d} v_{2}\\&=\iint _{B}{\sqrt {\det {\tilde {g}}}}\;\mathrm {d} v_{1}\;\mathrm {d} v_{2}\end{aligned}}}
したがって、どちらの座標系においても体積要素は同一の形式を持ち、すなわち座標変換で不変に保たれる。
以上の議論に二次元特有のものは一切ないので、任意の次元について成り立つ。

### 例: 球
例として、半径 r の中心を原点とする R3 上の球を考える。この球は球面座標系を用いて次の写像で表現される。
{\displaystyle \phi (u_{1},u_{2})=(r\cos u_{1}\sin u_{2},r\sin u_{1}\sin u_{2},r\cos u_{2})}
したがって、
{\displaystyle g={\begin{pmatrix}r^{2}\sin ^{2}u_{2}&0\\0&r^{2}\end{pmatrix}}}
となり、面積要素は次のように得られる。
{\displaystyle \omega ={\sqrt {\det g}}\;\mathrm {d} u_{1}\mathrm {d} u_{2}=r^{2}\sin u_{2}\,\mathrm {d} u_{1}\mathrm {d} u_{2}}